# Penicillium citreonigrum
Penicillium citreonigrum Dierckx – gatunek grzybów z klasy Eurotiomycetes. Mikroskopijne grzyby strzępkowe.

## Systematyka i nazewnictwo
Pozycja w klasyfikacji według Index Fungorum: Penicillium, Aspergillaceae, Eurotiales, Eurotiomycetidae, Eurotiomycetes, Pezizomycotina, Ascomycota, Fungi.
Po raz pierwszy opisał go w 1901 roku R.P. Dierckx i nadana przez niego nazwa naukowa jest ważna. Ma 10 synonimów. Niektóre z nich:
- Eupenicillium hirayamae D.B. Scott & Stolk 1967
- Eupenicillium katangense Stolk 1968
- Penicillium gallaicum C. Ramírez, A.T. Martínez & Berer. 1980

## Charakterystyka
Gatunek kosmopolityczny występujący na całym świecie, nawet w Antarktyce. W Polsce podano liczne stanowiska. Wyizolowano go z gleby i z roślin (burak zwyczajny, brzoza brodawkowata, dąb szypułkowy, ziemniak).
Penicillium citreonigrum należy do grupy gatunków Penicillium wytwarzających penicillusy monowertcjoidalne (jednookółkowe). Jest jednym z gatunków Penicillium wywołujących chorobę o nazwie toksyczne żółknięcie ryżu. Wytwarza mykotoksynę zwaną cytrynovirydyną. Wyizolowano z niego przeciwutleniacze z grupy sesquiterpenów.